# Miżhajci (obwód wołyński)
Miżhajci (ukr. Міжгайці) – wieś na Ukrainie, w obwodzie wołyńskim, w rejonie kamieńskim. Liczy 390 mieszkańców/
Do 2020 w rejonie lubieszowskim. 